# Андрушовка
Андрушо́вка (укр. Андрушівка) — село в Шумской городской общине Кременецкого района Тернопольской области Украины.
До 2020 года входило в Шумский район.
Население по переписи 2001 года составляло 409 человек. Почтовый индекс — 47111. Телефонный код — 3558.